# Als ob du mich liebst
Als ob du mich liebst ist ein Duett der deutschen Popsängerin Vanessa Mai und des deutschen Popsängers Mike Singer aus dem Jahr 2021.

## Entstehung und Artwork
Das Lied wurde von den Interpreten selbst, zusammen mit den Koautoren Ossama El Bourno, Joshua Harfst, Samuel Harfst, Jules Kalmbacher und Jens Schneider, geschrieben. Die Koautoren Kalmbacher und Schneider zeichneten zudem auch für die Abmischung, Instrumentierung, Produktion sowie die Programmierung verantwortlich. Für die Instrumentierung kamen Bass, Keyboard und Schlagzeug zum Einsatz. Das Mastering erfolgte unter der Leitung des aus Trier stammenden Musikproduzenten und Tontechnikers Volker Gebhardt.
Während Vanessa Mai mit Kalmbacher und Schneider bereits in der Vergangenheit zusammenarbeitete, ist es ihre erste Zusammenarbeit mit El Bourno, Gebhardt, Joshua und Samuel Harfst und Singer. Die beiden Produzenten waren bereits an den Arbeiten zu ihren Alben Für immer (Januar 2020) und Mai Tai (März 2021) sowie den Singles Zuhause (Christmas Time) (November 2020) und Ram pam pam (Remix) (September 2021) beteiligt. Mike Singer arbeitete erstmals mit allen an der Studioproduktion beteiligten Musikern zusammen, lediglich mit El Bourno entstanden bereits die vorangegangenen Singles Forever Young (Januar 2021) und Bonjour ca va (Oktober 2021).
Auf dem Frontcover der Single sind – neben Liedtitel und Interpretenangabe – Vanessa Mai und Mike Singer zu sehen. Es zeigt sie nebeneinandersitzend auf dem Boden. Das Bild entstand bei den Dreharbeiten zum dazugehörigen Musikvideo, wo beide das gleiche Outfit tragen. Die Fotografie wurde durch den in Berlin und Schleswig-Holstein wirkenden Fotografen Viktor Schanz getätigt.

## Veröffentlichung und Promotion
Die Erstveröffentlichung von Als ob du mich liebst erfolgte als Single am 26. November 2021. Diese erschien als digitaler Einzeltrack zum Download und Streaming bei Better Now Records. Den Vertrieb tätigte die Universal Music Group, verlegt wurde das Lied durch AFM Publishing, Budde Music, BMG Rights Management, Edition El Bourno, Edition Vanessa Mai und Good Kid Publishing. Am 14. April 2002 erschien das Lied als Teil von Mike Singers sechsten Studioalbum Emotions (Katalognummer: 060243888668), dessen vierte Singleauskopplung es ist. Am 12. August 2022 erschien es zudem als Teil von Vanessa Mais achten Studioalbum Metamorphose bei Ariola (Katalognummer: 19439941982), dessen zweite Singleauskopplung es wiederum ist. Im Dezember 2022 erschien eine Solo-Liveversion auf Mais dritten Livealbum Für immer Tour – Live 2022 (Ariola 19658968148).
Erstmals angekündigt wurde die Singleveröffentlichung von Mai über die sozialen Medien am 21. November 2021. Spotify bewarb die Veröffentlichung des Liedes, in dem es am Veröffentlichungstag das Titelbild zu „Popland“-Wiedergabeliste wurde.

## Hintergrund
Laut Mike Singer sei die Zusammenarbeit mit Vanessa Mai entstanden, nachdem sich die beiden bei einem gemeinsamen Werbedeal mit McDonald’s kennengelernt und zusätzlich noch mit denselben Produzenten zusammen gearbeitet haben. Bei Als ob du mich liebst handelt es sich um die erste offizielle Veröffentlichung von Mai und Singer, allerdings haben die beiden bereits zuvor an Liedern gearbeitet. „Ich bin froh, dass es vorher nichts geworden ist, weil der Song, der jetzt da ist, einfach unfassbar ist“, so Mai in einem Interview. Singer habe vor der Veröffentlichung in einem früheren Interview einmal gesagt, dass er niemals einen Titel mit einem Schlageract machen würde.

## Inhalt
| „Bitte tu so, als ob du mich liebst. Ich versuch’ es dir zu glauben. Und Baby, lüg mir ins Gesicht. Doch schau mir dabei in die Augen. Als ob du mich liebst, als ob du mich liebst. Ich vеrsuch’ es dir zu glauben. Als ob du mich liebst, als ob du mich liеbst. Und schau mir dabei in die Augen.“ – Refrain, Originalauszug | Der Liedtext zu Als ob du mich liebst ist in deutscher Sprache verfasst. Die Musik und der Text wurden gemeinsam von Ossama El Bourno, Joshua und Samuel Harfst, Vanessa Mai, Jules Kalmbacher, Jens Schneider und Mike Singer komponiert beziehungsweise getextet. Musikalisch und stilistisch bewegt sich das Lied im Bereich der Popmusik. Das Tempo beträgt 139 Schläge pro Minute. Die Tonart ist c-Moll. Inhaltlich geht es im Lied um eine toxische Liebesbeziehung („Als ob du mich liebst“), unerwiderte Liebe („Ich hab’ dich so gefühlt, dein’n Namen tättowiert / Nur um dich für immer unter meiner Haut zu spür’n“), den Wunsch gehört und gesehen zu werden („Ich ruf’ dich an, geht nur die Mailbox ran“) sowie einen schmerzhafter Verlust („Ohne dich sind alle Tage grau / Bitte lass mich weiter träum’n, weck mich nicht auf“). Es geht um einen Menschen, der seine Liebe noch nicht aufgeben will, obwohl er weiß, dass es eigentlich keine Hoffnung mehr gibt. Singer selbst beschrieb die Botschaft des Titels mit folgenden Worten: „Dass jeder, der in so einer Situation ist, nicht alleine ist. Es gibt Wege und es gibt Lösungen, auch wenn es bedeutet, mit diesem Thema abzuschließen.“ |

Aufgebaut ist das Lied auf zwei Strophen, einem Refrain und einem Outro. Es beginnt zunächst mit einem Teilauszug des Refrains, der ersten Hälfte dessen, der aus vier Zeilen besteht. An diesen schließt sich die erste Strophe an, die ebenfalls als Vierzeiler verfasst wurde. Auf die erste Strophe folgt zunächst der zweizeilige Prechorus, ehe erstmals der komplette Hauptteil des Refrains, mit seinen acht Zeilen, einsetzt. Bis zum Prechorus ist lediglich Singer zu hören, der Refrain wird von beiden Interpreten gesungen. Der gleiche Aufbau folgt mit der zweiten Strophe, allerdings wird diese von Mai gesungen und der darauffolgende Prechorus und Refrain von beiden interpretiert. Danach endet das Lied mit dem Outro, dass sich aus Teilen des Refrains zusammensetzt und ebenfalls aus vier Zeilen besteht. Dieser wird auch im Duett gesungen.

## Musikvideo
Das Musikvideo feierte seine Premiere am 26. November 2021 auf der Videoplattform YouTube. Dieses lässt sich in drei Abschnitte unterteilen, die immer wieder im Wechsel zu sehen sind. Zum einen zeigt es Vanessa Mai und Mike Singer, die separat voneinander das Lied, in einer Wohnung singen. Singer versucht dabei vergeblich seine Partnerin zu erreichen, die ihm im Laufe des Videos nur zwei zerbrochene Herzen via Textnachricht schickt. Darüber hinaus sieht man die beiden Interpreten auch zusammen, die sich zwischen einer Reihe von Holzstämmen bewegen und das Lied singen. Eine dritte Szene zeigt ein junges Paar, die sich körperlich nah sind. Die Gesamtlänge des Videos beträgt 2:20 Minuten. Regie führte der Mannheimer Filmemacher Mikis Fontagnier. Dieser führte in der Vergangenheit bereits mehrfach Regie für Vanessa Mai, Singer arbeitete erstmals mit ihm zusammen. Bis Oktober 2024 zählte das Video über 2,4 Millionen Aufrufe auf YouTube.

## Mitwirkende
| Liedproduktion - Ossama El Bourno: Komposition, Liedtext - Vanessa Ferber (Vanessa Mai): Gesang, Komposition, Liedtext - Volker Gebhardt: Mastering - Joshua Harfst: Komposition, Liedtext - Samuel Harfst: Komposition, Liedtext - Jules Kalmbacher: Abmischung, Bass, Keyboard, Komposition, Liedtext, Produktion, Programmierung, Schlagzeug - Jens Schneider: Abmischung, Bass, Keyboard, Komposition, Liedtext, Produktion, Programmierung, Schlagzeug - Mike Singer: Gesang, Komposition, Liedtext Unternehmen - AFM Publishing: Verlag - Better Now Records: Musiklabel - Budde Music: Verlag - BMG Rights Management: Verlag - Edition El Bourno: Verlag - Edition Vanessa Mai: Verlag - Good Kid Publishing: Verlag - Universal Music Group: Vertrieb | Visualisierung - Viktor Schanz: Fotografie Musikvideo - Phillip Bierschenk: Kameraassistenz - Sunny Bizness: Aufnahmeleitung, Produktion - Chris Bodenstein: Beleuchtung - Mikis Fontagnier: Produktion, Regie - Konstantinos Gkoumpetis: Styling - Benyamin Mayer: Frisur, Schminke - Tobias Rupp: Kamera - Jan Tillmanns: Beleuchtung |

## Rezensionen
Jakob Hertl von laut.de bewertete Singers Album Emotions mit zwei und fünf Sternen und ist der Meinung, dass das Duett Als ob du mich liebst nicht stören würde.
Die Redaktion von Pop-Himmel beschrieb Als ob du mich liebst als melancholischen „Pop-Track“.
Laura Kaczmarek von Bravo beschrieb Als ob du mich liebst als Titel, den man höre und sofort fühle, weil er so emotional sei.

## Chartplatzierungen
Als ob du mich liebst konnte sich nicht in den offiziellen Singlecharts platzieren, erreichte jedoch Rang zwei der deutschen Single-Trend-Charts am 3. Dezember 2021.